# Hemeroblemma pandrosa
Hemeroblemma pandrosa là một loài bướm đêm trong họ Erebidae.